# ママディシュ
座標: 北緯55度42分47.16秒 東経51度24分38.16秒 / 北緯55.7131000度 東経51.4106000度

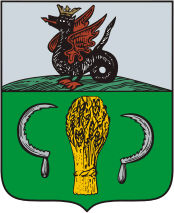
ママディシュの紋章

ママディシュ（ロシア語: Мамадыш、ラテン文字表記の例: Mamadysh、タタール語: Мамадыш, Mamadış）はロシアのタタールスタン共和国北部にある町。人口は1万5726人（2021年）。共和国の首都カザンからは東へ167km。カマ川よりも北側の、大きな支流であるヴャトカ川の右岸に建ち、両川の合流点にほど近い。

## 歴史

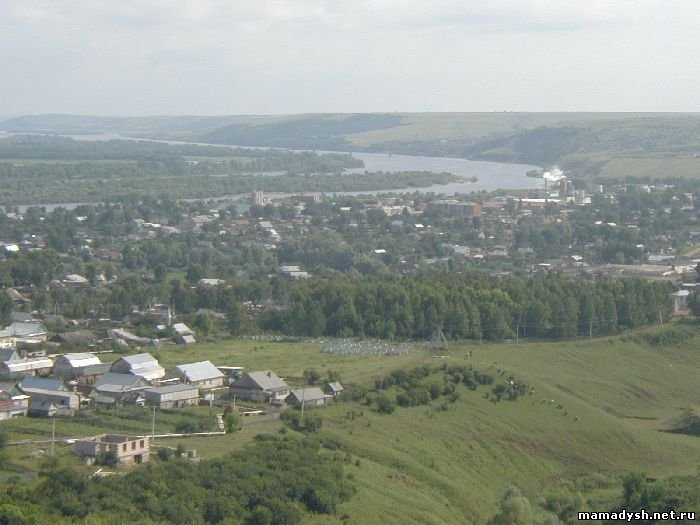
ママディシュの風景

ママディシュの起源はタタール人の村であり、ママディシュという名は最初に村を築いた者の名に由来する。17世紀以来、ロシア人も住み始め、至聖三者聖堂（トロイツカヤ聖堂）ができて以降は「トロイツコイエ・セロー」という別名を持つようになった。
1781年には市の地位を認められ、郡の中心地となって現在に至る。

## 文化・産業・交通
ママディシュの町には歴史博物館がある。地区内にも多くの博物館があり、特にトゥルバイェヴォ村には当地出身のタタール人の詩人 Şäixi Mannur （1905年 - 1980年）の記念館と図書館がある。マールイ・スニ村にはタタール人の作曲家 Farit Jarullin （1914年 - 1943年）の記念館がある。
文豪レフ・トルストイは、1876年に書いた手紙の中でヴャトカ川に面したママディシュの絵になる風景を賞賛している。
現在は繊維製品や靴作りが主な産業となっている。